# 劉朝祚
劉朝祚，贵州銅仁人，清朝政治人物、同進士出身。
嘉慶七年（1802年）壬戌科進士，三甲八十三名，後官知縣。